# Canyon (Texas)
Canyon è una città e il capoluogo della contea di Randall nello Stato del Texas, negli Stati Uniti. Al censimento del 2020 possedeva una popolazione di 14 836 abitanti. Fa parte dell'area metropolitana di Amarillo. A Canyon hanno sede la West Texas A&M University e il Panhandle-Plains Historical Museum.

## Geografia fisica
Secondo l'Ufficio del censimento degli Stati Uniti, ha una superficie totale di 6,90 mi² (17,87 km²).

## Storia
Canyon è stata fondata da L.G. Conner. Il JA Ranch si trova a est di Canyon. Una statua di un cowboy alta 47 piedi (14 m), costruita nel 1959, è situata nei pressi della U.S. Route 60 a Canyon.

## Società

### Evoluzione demografica
Secondo il censimento del 2020, la popolazione era di 14 836 abitanti.